# Coupe d'Italie de football 1959-1960
Navigation
Coupe d'Italie 1958-1959 Coupe d'Italie 1960-1961
La Coupe d'Italie de football 1959-1960, est la 13e édition de la Coupe d'Italie.

## Déroulement de la compétition

### Participants

#### Serie A (D1)
Les 18 clubs de Serie A sont engagés en Coupe d'Italie.

#### Serie B (D2)
Les 20 clubs de Serie B sont engagés en Coupe d'Italie.

### Calendrier
| Phase               | Tour                   | Dates                              |
| ------------------- | ---------------------- | ---------------------------------- |
| Phase préliminaire  | 1er tour               | 6 septembre 1959                   |
| Phase préliminaire  | 2e tour                | 13 - 16 septembre 1959             |
| Phase finale        | 1/8 de finale          | 1er - 8 novembre - 8 décembre 1959 |
| Phase finale        | 1/4 de finale          | 7 - 27 avril - 8 juin 1960         |
| Phase finale        | 1/2 finales            | 18 -19 juin 1960                   |
| Phase finale        | Finale                 | 18 septembre 1960                  |
| Match de classement | Match pour la 3e place | 18 septembre 1960                  |

## Résultats

### Premier tour
| Division     | Club                 | Score               | Club              | Division     |
| ------------ | -------------------- | ------------------- | ----------------- | ------------ |
| Serie B (D2) | AC Côme              | 2 - 1 a.p.          | AC Lecco          | Serie B (D2) |
| Serie B (D2) | ACR Messine          | 1 - 0               | US Catanzaro      | Serie B (D2) |
| Serie A (D1) | AC Udinese           | 3 - 2 a.p.          | US Triestina      | Serie B (D2) |
| Serie B (D2) | AC Brescia           | 2 - 2 a.p., 4-6 tab | Modène FC         | Serie B (D2) |
| Serie A (D1) | AC Lanerossi Vicence | 1 - 0               | AC Marzotto       | Serie B (D2) |
| Serie B (D2) | Parme AC             | 1 - 5               | SPAL              | Serie A (D1) |
| Serie A (D1) | AS Bari              | 3 - 1               | AS Tarente        | Serie B (D2) |
| Serie A (D1) | AC Naples            | 4 - 0               | SS Sambenedettese | Serie B (D2) |
| Serie A (D1) | AS Rome              | 4 - 0               | US Cagliari       | Serie B (D2) |
| Serie A (D1) | AC Padoue            | 3 - 2 a.p.          | AC Hellas Vérone  | Serie B (D2) |
| Serie A (D1) | UC Sampdoria         | 1 - 0               | AC Novare         | Serie B (D2) |
| Serie B (D2) | AC Reggiana          | 3 - 2 a.p.          | AC Ozo Mantoue    | Serie B (D2) |
| Serie B (D2) | AS Simmenthal-Monza  | 0 - 1               | Alexandrie US     | Serie A (D1) |
| Serie A (D1) | US Palerme           | 2 - 0               | CC Catane         | Serie B (D2) |

### Deuxième tour
| Division     | Club        | Score      | Club                 | Division     |
| ------------ | ----------- | ---------- | -------------------- | ------------ |
| Serie A (D1) | AC Padoue   | 3 - 2      | AC Udinese           | Serie A (D1) |
| Serie A (D1) | SPAL        | 1 - 0      | AC Lanerossi Vicence | Serie A (D1) |
| Serie B (D2) | AC Reggiana | 2 - 1      | Modène FC            | Serie B (D2) |
| Serie A (D1) | Atalanta BC | 5 - 0      | Alexandrie US        | Serie A (D1) |
| Serie A (D1) | AS Rome     | 0 - 2      | UC Sampdoria         | Serie A (D1) |
| Serie A (D1) | AC Naples   | 1 - 0      | AS Bari              | Serie A (D1) |
| Serie A (D1) | US Palerme  | 1 - 0      | ACR Messine          | Serie B (D2) |
| Serie A (D1) | AC Milan    | 0 - 1 a.p. | AC Côme              | Serie B (D2) |

### Huitièmes de finale
| Division     | Club              | Score      | Club         | Division     |
| ------------ | ----------------- | ---------- | ------------ | ------------ |
| Serie A (D1) | Atalanta BC       | 2 - 0      | Genoa CFC    | Serie A (D1) |
| Serie A (D1) | AC Padoue         | 0 - 2      | AC Torino    | Serie B (D2) |
| Serie B (D2) | AC Venise         | 2 - 1      | SPAL         | Serie A (D1) |
| Serie A (D1) | AC Fiorentina     | 2 - 0      | AC Côme      | Serie B (D2) |
| Serie A (D1) | Juventus FC       | 5 - 4 a.p. | UC Sampdoria | Serie A (D1) |
| Serie A (D1) | Bologne FC        | 1 - 0      | AC Naples    | Serie A (D1) |
| Serie A (D1) | SS Lazio          | 2 - 1 a.p. | US Palerme   | Serie A (D1) |
| Serie A (D1) | FC Internazionale | 5 - 2      | AC Reggiana  | Serie B (D2) |

### Quarts de finale
| Division     | Club          | Score               | Club              | Division     |
| ------------ | ------------- | ------------------- | ----------------- | ------------ |
| Serie A (D1) | Atalanta BC   | 2 - 2 a.p., 6-6 tab | Juventus FC       | Serie A (D1) |
| Serie A (D1) | AC Fiorentina | 2 - 1               | FC Internazionale | Serie A (D1) |
| Serie B (D2) | AC Torino     | 1 - 0               | AC Venise         | Serie B (D2) |
| Serie A (D1) | Bologne FC    | 2 - 3 a.p.          | SS Lazio          | Serie A (D1) |

### Demi-finales
| Division     | Club          | Score | Club      | Division     |
| ------------ | ------------- | ----- | --------- | ------------ |
| Serie A (D1) | Juventus FC   | 3 - 0 | SS Lazio  | Serie A (D1) |
| Serie A (D1) | AC Fiorentina | 5 - 3 | AC Torino | Serie B (D2) |

### Finale
| Division     | Club        | Score      | Club          | Division     |
| ------------ | ----------- | ---------- | ------------- | ------------ |
| Serie A (D1) | Juventus FC | 3 - 2 a.p. | AC Fiorentina | Serie B (D1) |